# Lituânia Menor

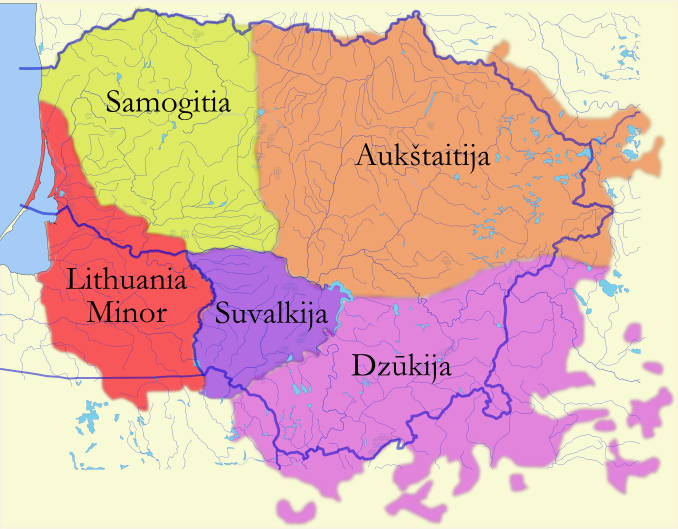
Lituânia Menor em vermelho e outras regiões etnográficas da Lituânia.

A Lituânia Menor (em lituano:  Mažoji Lietuva; em alemão:  Kleinlitauen; em polonês/polaco:  Litwa Mniejsza; em russo:  Máлая Литвá) ou Lituânia Prussiana (em lituano:  Prūsų Lietuva; em alemão:  Preußisch-Litauen, em polonês/polaco:  Litwa Pruska) é uma região etnográfica da Prússia, posteriormente província da Prússia Oriental na Alemanha, onde lituanos prussianos ou Lietuvininkai viveram. A Lituânia Menor incluia a parte norte desta província e obteve seu nome devido a substancial quantidade de população de língua lituana no território. Antes da invasão dos  Cavaleiros Teotônicos no século XIII, a principal parte do território, mais tarde conhecida como Lituânia Menor, era habitada por tribos Escalvianas e Nadruvianas. A região ficou despovoada parcialmente durante a guerra entre o Grão-Ducado da Lituânia e o Estado da Ordem Teotônica. A guerra terminou com o Tratado de Melno e a área foi repovoada pelos recém-chegados da Lituânia, pelos refugiados que retornavam e pelos remanescentes povos indígenas do Báltico. O termo Lituânia Menor apareceu pela primeira vez entre 1517 e 1526. Com exceção da Região Klaipėda, que se tornou um território sob mandato da Liga das Nações em 1920 pelo Tratado de Versalhes e foi anexada à Lituânia em 1923, a região fez parte da Prússia até 1945. Hoje, uma pequena parte da Lituânia Menor está localizada dentro das fronteiras da atual Lituânia e Polônia, enquanto a maior parte do território é parte do oblast de Kaliningrad na Rússia.

### Mapas
- Sob o Império Germânico (1871-1914)
- Sob o Reino da Prússia (1701-1871)
- Sob o Ducado da Prússia (1525-1701) (texto em lituano com algumas traduções em inglês adicionadas)